# José Laguna y Pérez
José Laguna y Pérez fue un pintor español del siglo XIX.

## Biografía
Era natural de Sevilla, en cuya Escuela de Bellas Artes hizo sus primeros estudios, terminándolos en la Academia de San Fernando de Madrid, y bajo la dirección de Meissonier en París. En las Exposiciones Nacionales de Bellas Artes de 1862, 1864 y 1866 presentó los siguientes cuadros: Una ronda en Francia en tiempo de Carlos X, Un soldado de la misma época, Tercios de Flandes, Soldado de Felipe IV, La descubierta (guerra de África) y Una visita inesperada. Obtuvo mención honorífica en dos exposiciones. En la de 1871 presentó Patio de los leones en la Alhambra, Patio de la Mezquita y Puerta de la sala de las Dos Hermanas. Otro cuadro de este mismo asunto expuso en 1881. Fueron también de Laguna las pinturas del edificio en que se hallaba establecida la Caja general de Depósitos.